# Osvald Almqvist
Osvald Almqvist, född 2 oktober 1884 i Trankil i Värmland, död 6 april 1950 i Klara i Stockholm, var en svensk arkitekt. Han var stilbildande vid funktionalismens genombrott under slutet av 1920-talet, där han var ansvarig arkitekt för många kraftverksbyggen, men han ligger också bakom de nyskapande idéerna till våra moderna svenska standardiserade kök.

## Liv och verk
Almqvist tog 1904 studenten i Karlstad och avlade arkitektexamen vid Kungliga Tekniska högskolan i Stockholm 1908. Efter studieresor utomlands studerade han vid Konstakademien 1909–1910. Därefter var han verksam som arkitekt i Stockholm 1910–1916, bland annat hos Ivar Tengbom och tillsammans med Gustaf Linden. Tillsammans med Linden drev han under kort tid egen verksamhet. Åren 1911–1913 var anställd vid Stockholms byggnadsnämnd och 1916–1920 var han chef för Stora Kopparbergs Bergslags AB:s arkitektkontor i Borlänge. Under denna anställning ritade han stadsplanen (formellt aldrig fastställd) och byggnaderna i bostadsområdet Bergslagsbyn. Han var även en medarbetare till Kommittén angående bostadssociala minimifordringar 1921. Förslagen fick inte något genomslag, men utredningen visar ett första försök till planering av bostäder i Sverige. 
Efter denna utredning fick Almqvist i uppdrag att utarbeta en standard för kökssnickerier. Utgångspunkten var att de mänskliga måtten skulle utgöra grunden och forskarna mätte i en stor studie hur arbetsplatsen i köket borde vara beskaffad för att underlätta arbetet och Almqvist utvecklar standardiserade enheter för skåp, hyllor och bänkar som kan kombineras med varandra på olika sätt. Hans arbete kommer att ligga till grund för den verksamhet som Hemmets forskningsinstitut startar under 40-talet och som 1950, blev den första svenska köksstandarden. År 1925 blev han arkitekt vid Byggnadsstyrelsen.   
Mellan 1936 och 1938 var Almqvist stadsträdgårdsmästare i Stockholm. Han fastslog i sin programförklaring att det gäller vid stads- och regionplaneringen se till att sammanhängande parkstråk med gång-, rid- och cykelvägar, allmänna lekfält, övnings- och idrottsplatser och längre ut skogsparker och naturreservat kunde skapas för friluftsliv både sommar och vinter. 
Han var den förste som noggrant studerade hur vägarna skulle dras i terrängen och hur människorna skulle ledas fram till parkens olika delar Under hans korta tid som Stockholms stadsträdgårdsmästare utformade han planeringsidéer som under en lång tid skulle bli vägledande för gestaltningen av stadens parker. De första parkerna enligt Almqvists programförklaring blev Fredhällsparken och Rålambshovsparken, båda på Kungsholmen. År 1938 ville Almqvist bli entledigad från sin tjänst och han ersattes av Holger Blom, även han utbildad arkitekt. 1940-48 var Almqvist verksam som stadsplanearkitekt i Södertälje.

## Verk i urval
- Tofslärkan 5, Stockholm (tillsammans med Gustaf Linden)
- Bergslagsbyn, Borlänge
- Domnarvets industriskola, Borlänge 1932
- Forshuvudforsens kraftverk, Borlänge
- Månsbo kraftverk, Avesta
- Hammarforsens kraftverk, Hammarstrand
- Krångfors kraftverk, Skellefteå
- Krångede kraftverk, Jämtland
- Standard Hotell, Nyköping
- Fredhällsparken, Stockholm
- Rålambshovsparken, Stockholm
- Årsta havsbad, Haninge kommun
- KMK:s klubbhus, Strandvägen 56, Stockholm

### Allmänna
- Almqvist, Osvald
- Digitalt Museum Osvald Almqvist
- Vem är det? 1945
- Asker, Bertil (1986). Stockholms parker : innerstaden. Monografier utgivna av Stockholms stad, Stockholms tekniska historia 2 (1). Stockholm: Liber Förlag. Libris 513277. ISBN 91-38-90732-1
- Linn, Björn (1967), Osvald Almqvist, en arkitekt och hans arbete. AB Byggmästarens förlag och Sveriges arkitekturmuseum. Libris 500055
- Ludvigsson, Arne (2002). Berättelser om Borlänges arkitekturhistoria. Borlänge: Borlänge Rotaryklubb. Libris 10070264

### Fotnoter
1. ↑  Sveriges Dödbok 1860–2016, USB, Version 7.10, Sveriges Släktforskarförbund (2016).
2. 1 2  Björk, Cecilia; Bergström, Gustav; Reppen, Laila; Pålsson, Ann (2020). Tidstypiska kök & bad 1880–2000. Stockholm: Svensk byggtjänst. sid. 82. Libris p2xlvgs6mdlj4rzw. ISBN 978-91-7917-037-0. OCLC 1238085180. https://www.worldcat.org/oclc/1238085180
3. ↑  Bostadsboken, kapitel 6
4. ↑   Bostadsbebyggelsen från 1930- och 1940-talen. sid. 26
5. ↑  Asker (1986), sida 173 och 174
6. ↑  ”Almqvist, Osvald (1884 - 1950)”. digitaltmuseum.org. https://digitaltmuseum.org/011034075696/almqvist-osvald-1884-1950. Läst 8 mars 2021.